# Johnny Rutherford
Johnny Rutherford (n. 12 martie 1938) a fost un pilot de curse auto.